# Ghasisa Schubanowa
Ghasisa Achmetqysy Schubanowa (kasachisch Ғазиза Ахметқызы Жұбанова, russisch Газиза Ахметовна Жубанова Gasisa Achmetowna Schubanowa; * 2. Dezember 1927 in Schann-Turmis; † 13. Dezember 1993 in Alma-Ata) war eine kasachische Komponistin.
Die Tochter des Komponisten Achmet Schubanow studierte am Moskauer Konservatorium bei Juri Schaporin. Sie lebte als Komponistin in Alma-Ata, lehrte ab 1957 am Kasachischen Nationalkonservatorium und war von 1975 bis 1987 dort Rektorin. Neben zwei Opern und zwei Balletten komponierte sie eine sinfonische Dichtung, ein Violinkonzert, kammermusikalische Werke, ein Oratorium, eine Kantate, Chorwerke, Lieder, Schauspiel- und Filmmusiken.

## Werke
- Donner in den Nächten (Moskau 1955)
- Enlik-Kebek, 1972

## Einzelnachweis
1. ↑  Olga Manulkina: Zhubanova, Gaziza Akhmetovna. In: Grove Music Online (englisch; Abonnement erforderlich).

| Personendaten    | Personendaten                                                                  |
| ---------------- | ------------------------------------------------------------------------------ |
| NAME             | Schubanowa, Ghasisa                                                            |
| ALTERNATIVNAMEN  | Жұбанова, Ғазиза Ахметқызы (kasachisch); Жубанова, Газиза Ахметовна (russisch) |
| KURZBESCHREIBUNG | kasachische Komponistin                                                        |
| GEBURTSDATUM     | 2. Dezember 1927                                                               |
| GEBURTSORT       | Schann-Turmis                                                                  |
| STERBEDATUM      | 13. Dezember 1993                                                              |
| STERBEORT        | Alma-Ata                                                                       |